# سیارک ۱۲۴۱
سیارک ۱۲۴۱ (به انگلیسی: 1241 Dysona، نامگذاری:1932EB1) هزار و دویست و چهل و یکمین سیارک کشف شده‌است که در ۴ مارس ۱۹۳۲ کشف شد.
قدر مطلق سیارک برابر ۹٫۴۵ است.